# محتسب عارف
محتسب عارف (1959 - ) ممثل ومخرج مسرحي أردني .

## عن حياته
نال شهادة البكالوريوس في الصحافة والإعلام من جامعة اليرموك 1983، وهو عضو نقابة (رابطة) الفنانين الأردنيين. يعد من ممثلي المسرح الأردني المتميزين، فقد شارك بالعديد من مسرحيات هاني صنوبر، ومنها" "تغريبة زريف الطول"، و"طريق الآلام"، ثم التحق بفرقة الفوانيس فقدم عدداً من المسرحيات، مثل: "المجنزرة"، "زخارف الخلخال"، "عاش جلجامش"، "في انتظار غودو"، "طيبة تصعد إلى السماء"، "مسرحية رمزية جداً" و"حياة لأجل الموت".تفرغ للعمل في دوبلاج الكرتون والمسلسلات الأجنبية، وله مشاركات تلفزيونية وسينمائية منها: مسلسل "فارس بني مروان" حيث أدى دور الحجاج، وفيلم "جميلة"، وفيلم "باب الشمس". وشارك في دوبلاج المسلسل الكوري جوهرة القصر .

## روابط خارجية
- محتسب عارف على موقع قاعدة بيانات الأفلام العربية